# IEC 61508
IEC 61508은 산업에 적용되는 규칙의 국제표준이다. 이것의 이름은 전기/전자/프로그램 가능한 전자 안전 관리 시스템의 기능 안전이다.
IEC 61508은 모든 종류의 산업에 적용 가능한 기본적인 기능 안전 표준이 될 의도로 작성되었다. 이는 기능 안전을 다음과 같이 정의한다: "E/E/PE 안전 관련 시스템의 정확한 기능, 다른 기술 안전 관련 시스템과 외부적인 위험 감소 설비에 의존하는 제어 대상 장비와 제어 대상 장비를 제어하는 시스템 관련된 부분적 또는 전반적인 안전."
이 표준은 완전한 안전 수명 주기를 포함하며, 때로 필요에 따라 부문 특정 표준을 개발하기 위한 해석이 필요할 수 있다. 그 기원은 공정 제어 산업 부문에서 비롯된 것이다.

## 같이 보기
- 소프트웨어 품질